# Francesco Albanese
Francesco Albanese (Torre del Greco, 13 agosto 1912 – Roma, 11 giugno 2005) è stato un tenore e attore italiano.

## Biografia
Dotato di una voce calda ed espansiva, si trasferì giovanissimo negli Stati Uniti d'America e studiò a Boston, riuscendo a vincere un importante concorso nazionale. Tornato in Italia, incise nel 1937 le canzoni del repertorio napoletano Luna nova e 'A vucchella, per interpretare, l'anno successivo la colonna sonora del film Napoli che non muore di Amleto Palermi. Successivamente fu protagonista di Canto, ma sottovoce... di Guido Brignone (1946).
Esordì sulla scena lirica il 10 giugno 1940 al Teatro dell'Opera di Roma in Alceste (Evandro), a cui seguì nel 1942 La Cenerentola alla Fenice di Venezia. Da allora si esibì nei principali teatri lirici italiani ed esteri, particolarmente in Germania, Spagna, Portogallo e Sudamerica. Nel 1952 cantò al Maggio Musicale Fiorentino nella ripresa di Armida (con Maria Callas), La traviata e Medea. Si ritirò dalle scene nel 1961 con Lo schiavo di sua moglie di Francesco Provenzale al San Carlo di Napoli.
Si distinse in titoli come Il barbiere di Siviglia, Don Giovanni, Falstaff, La traviata, La bohème, Faust, Louise, Il franco cacciatore. Tra le migliori interpretazioni nella musica leggera si ricordano Voce 'e notte, Santa Lucia luntana, Marechiare, Piscatore 'e Pusilleco, Silenzio cantatore, 'O surdato 'nnammurato, Santa Lucia, Carcerato, Addio, mia bella Napoli!, Surdate, Na sera 'e maggio. Sposò in seconde nozze il soprano Onelia Fineschi.
Muore a Roma nel 2005 e riposa al cimitero Flaminio.

## Repertorio
| Ruolo                   | Titolo                  | Autore      |
| ----------------------- | ----------------------- | ----------- |
| Giuliano                | Luisa                   | Charpentier |
| Giasone                 | Medea                   | Cherubini   |
| Nemorino                | L'elisir d'amore        | Donizetti   |
| Ernesto                 | Don Pasquale            | Donizetti   |
| Paco                    | La vita breve           | de Falla    |
| Evandro                 | Alceste                 | Gluck       |
| Pilade                  | Ifigenia in Tauride     | Gluck       |
| Faust                   | Faust                   | Gounod      |
| Wolfgang Capito         | Mattia il pittore       | Hindemith   |
| Avito                   | L'amore dei tre re      | Montemezzi  |
| Don Ottavio             | Don Giovanni            | Mozart      |
| Andreij Chovanskij      | Chovanščina             | Musorgskij  |
| Rodolfo                 | La bohème               | Puccini     |
| Rinuccio                | Gianni Schicchi         | Puccini     |
| Hanan                   | Il Dibuk                | Rocca       |
| Florville               | Il signor Bruschino     | Rossini     |
| Conte d'Almaviva        | Il barbiere di Siviglia | Rossini     |
| Don Ramiro              | La Cenerentola          | Rossini     |
| Rinaldo                 | Armida                  | Rossini     |
| Elisero                 | Mosè in Egitto          | Rossini     |
| Jeník                   | La sposa venduta        | Smetana     |
| Filippo di Hohenstaufen | Agnese di Hohenstaufen  | Spontini    |
| Ismaele                 | Nabucco                 | Verdi       |
| Alfredo Germont         | La traviata             | Verdi       |
| Fenton                  | Falstaff                | Verdi       |
| Max                     | Il franco cacciatore    | Weber       |
| Il Cantatore            | Giulietta e Romeo       | Zandonai    |

## Discografia
- Armida - Maria Callas/Francesco Albanese/Gianni Raimondi/Mario Filippeschi/Antonio Salvarezza/dir. Tullio Serafin/Coro e Orchestra del Maggio Musicale Fiorentino dal vivo 1952 - Melodram
- La traviata - Maria Callas/Francesco Albanese/Ugo Savarese/dir. Gabriele Santini/Orchestra Sinfonica Di Torino della RAI 1953 - Cetra
- Agnese di Hohenstaufen (in ital.) - Francesco Albanese/Franco Corelli/Enzo Mascherini/Dorothy Dow/Anselmo Colzani/Arnold van Mill//Lucilla Udovich/Giangiacomo Guelfi/dir. Vittorio Gui/Coro e Orchestra del Maggio Musicale Fiorentino dal vivo 1954 - IDIS
- Ifigenia in Tauride - Maria Callas/Dino Dondi/Francesco Albanese/Anselmo Colzani/Fiorenza Cossotto/dir. Nino Sanzogno/La Scala dal vivo 1957 - EMI
- Francesco Albanese, vol. 1, 2 e 3 - 1960 Phonotype

## Filmografia
- Canto, ma sottovoce..., regia di Guido Brignone (1946)